# Мижу
Мижу (фр. Mijoux) — коммуна на востоке Франции, префектура департамента Эн.

## История
По причине климатических условий — суровой зимы и короткой весны — долина, где располагается коммуна, длительное время не имела постоянного населения. С 1334 года в ней находилась только гостиница, в которой монахи обслуживали паломников, направлявшихся в Сен-Кло (Saint-Claud). Первые дома были построены вдоль дороги, соединявшей Лажу (Lajoux) с Коль де ла Фосий не ранее 1601 года. После Лионского договора (1601 г.) между Францией, Испанией и Савойей, по которому река, разделяющая город, стала границей, юго-восточная часть долины перешла Франции.

## Население
Население коммуны на 2010 год составляло 379 человек.
| 1962 | 1968 | 1975 | 1982 | 1990 | 1999 | 2010 |
| ---- | ---- | ---- | ---- | ---- | ---- | ---- |
| 288  | 227  | 191  | 200  | 258  | 312  | 379  |

## Экономика
До XX века основной отраслью экономики были сельское хозяйство и лесоводство. Сегодня имеется несколько ткацких мастерских и предприятий по переработке леса. Для занятий зимними видами спорта имеются подъёмники для лыжников и две канатные дороги. Летом можно играть в гольф вблизи Combe de Mijoux. 